# Trượt ván trên tuyết tại Thế vận hội Mùa đông 2006
Trượt ván trên tuyết tại Thế vận hội Mùa đông 2006 bao gồm 3 bộ môn: halfpipe, parallel giant slalom và snowboard cross cho cả nam và nữ. Thế vận hội Mùa đông tại Torino là lần đầu tiên Snowboard cross trở thành một trong các bộ môn thi đấu.

## Bảng huy chương
| Hạng               | Đoàn               | Vàng | Bạc | Đồng | Tổng số |
| ------------------ | ------------------ | ---- | --- | ---- | ------- |
| 1                  | Hoa Kỳ (USA)       | 3    | 3   | 1    | 7       |
| 2                  | Thụy Sĩ (SUI)      | 3    | 1   | 0    | 4       |
| 3                  | Slovakia (SVK)     | 0    | 1   | 0    | 1       |
| 3                  | Đức (GER)          | 0    | 1   | 0    | 1       |
| 5                  | Canada (CAN)       | 0    | 0   | 1    | 1       |
| 5                  | Na Uy (NOR)        | 0    | 0   | 1    | 1       |
| 5                  | Pháp (FRA)         | 0    | 0   | 1    | 1       |
| 5                  | Phần Lan (FIN)     | 0    | 0   | 1    | 1       |
| 5                  | Áo (AUT)           | 0    | 0   | 1    | 1       |
| Tổng số (9 đơn vị) | Tổng số (9 đơn vị) | 6    | 6   | 6    | 18      |

## Nam
| Nội dung              | Vàng                     | Bạc                       | Đồng                        |
| --------------------- | ------------------------ | ------------------------- | --------------------------- |
| Halfpipe              | Shaun White · Hoa Kỳ     | Danny Kass · Hoa Kỳ       | Markku Koski · Phần Lan     |
| Parallel giant slalom | Philipp Schoch · Thụy Sĩ | Simon Schoch · Thụy Sĩ    | Siegfried Grabner · Áo      |
| Snowboard cross       | Seth Wescott · Hoa Kỳ    | Radoslav Židek · Slovakia | Paul-Henri de Le Rue · Pháp |

## Nữ
| Nội dung              | Vàng                    | Bạc                         | Đồng                       |
| --------------------- | ----------------------- | --------------------------- | -------------------------- |
| Halfpipe              | Hannah Teter · Hoa Kỳ   | Gretchen Bleiler · Hoa Kỳ   | Kjersti Buaas · Na Uy      |
| Parallel giant slalom | Daniela Meuli · Thụy Sĩ | Amelie Kober · Đức          | Rosey Fletcher · Hoa Kỳ    |
| Snowboard cross       | Tanja Frieden · Thụy Sĩ | Lindsey Jacobellis · Hoa Kỳ | Dominique Maltais · Canada |

## Các đoàn tham dự
| - Úc (9) - Áo (12) - Brasil (1) - Bulgaria (1) - Canada (16) - Trung Quốc (2) - Cộng hòa Séc (3) - Tây Ban Nha (5) - Phần Lan (5) - Pháp (16) - Đức (11) - Anh Quốc (4) | - Ý (16) - Nhật Bản (13) - Hà Lan (2) - Na Uy (4) - New Zealand (3) - Ba Lan (6) - Nga (8) - Slovenia (4) - Slovakia (1) - Thụy Điển (13) - Thụy Sĩ (16) - Hoa Kỳ (16) |